# Рази
Абу Бекр Мухамед ибн Закарија ал-Рази (Персијски: ابوبكر محمّد زکرياى رازى), познат и по латинској верзији свог имена Разес или Расис (854-925), био је персијски полимат, лекар, алхемичар, филозоф и истакнута личност у историји медицине.У знак признања за велике напоре Разија у фармацеутској индустрији у Ирану, дан (27. август) је назван даном сећања на Разија, великог иранског хемичара, и Дан фармацеута.
Бистри мислилац, Рази, дао је фундаменталне и трајне доприносе у разним областима које је забележио у преко 200 рукописа. Нарочито су важни његови бројни доприноси медицини. Био је рани заговорник експерименталне медицине и постао је успешан доктор. Био је главни лекар у болницама у Багдаду и Реју. Као учитељ медицине, привукао је велики број студената различитих интересовања. Био је саосећајан и посвећен својим пацијентима, без обзира на то да ли су богати или сиромашни.
Према Енциклопедији Британика, био је један од првих који је користио хуморалну теорију како би разликовао једну заразну болест од друге. Написао је пионирске књиге о малим богињама и оспицама, пружајући клиничку карактеризацију болести. Такође је открио бројна једињења и хемикалије укључујући између осталог алкохол и керозин.
Посредством превода његова дела и идеје из области медицине постала су позната међу средњовековним европским стручњацима и дубоко су утицала на медицинско образовање на латинском Западу. Неки томови његовог дела ал-Мансури, тачније „О хирургији“ и „Општа књига о терапији“, постали су део курикулума о медицини на западним универзитетима. Истакнути британски оријенталиста Едвард Г. Браун сматра га „вероватно највећим и најоригиналнијим међу свим исламским лекарима и једним од најплоднијих аутора“. Уз то, такође га називају и доктором доктора, оцем педијатрије и пиониром офталмологије.

## Биографија
Рази је рођен у граду Реј који се налазио на Путу свиле који је вековима служио за трговинску и културну размену између Истока и Запада. Рази у његовом имену на персијском значи да је био „из града Реј“. Тај град се налази на јужним падинама планине Алборз, близу Техерана.
Рази се у младости преселио у Багдад где је студирао и радио у локалној болници. Касније се на позив Мансура ибн Исхака, тадашњег гувернера Реја, вратио у тај град и постао управник болнице. Рази је Мансуру ибн Исхаку посветио две своје књиге о медицини, Духовна медицина и Ал-Мансури. Рази је био на добром гласу као лекар па је позван у Багдад да преузме функцију управника новоотворене болнице назване по њеном оснивачу, халифи ал-Мутадиду (умро 902). За време владавине ал-Мутадидовог сина, ал-Муктафија (902—908), Разију је поверено да сазида нову болницу, која је требало да буде највећа у абасидском халифату. Како би изабрао локацију на којој ће болница бити саграђена, Рази је предложио да се на разним местима у граду окачи свеже месо, а да болница буде сазидана тамо где месу буде потребно најдуже времена да почне да трули.
Последње године свог живота Рази је провео у свом родном граду Реју болујући од глаукома. Проблеми са очима које је имао су почели катарактом, а завршили су тако што је у потпуности ослепео. Није познато шта је узроковало његово слепило.
Разијева предавања су привлачила много ученика. Он је био великодушна особа и био је увиђаван према својим пацијентима. Био је милосрдан према сиромашнима и лечио их је бесплатно. За њих је и написао студију „Онај које не иде код лекара” која садржи медицинске савете. Када је ослепео, један његов бивши ученик из Табаристана је дошао како би се бринуо о њему. Рази га је наградио за добре намере које је имао и послао кући, тврдећи да му се ближи крај. Према наводима персијског полимата „Бирунија”, Рази је умро 925. године у шездесетој години живота. Бируни је сматрао Разија својим ментором и међу првима је написао његову кратку биографију, која је садржала и библиографију његових бројних дела.
После Разијеве смрти, добар глас о њему се раширио и ван Блиског истока, у средњовековној Европи. У једном библиотечком каталогу, који највероватније потиче из 14. века, а који се чува у опатији у граду Питерборо у Енглеској, Рази се наводи као аутор десет књига о медицини.

## Доприноси медицини

### Мале богиње и оспице
Рази је написао:
 Мале богиње се појављују када крв "кључа" и када је инфицирана што доводи до тога да се испарења избацују. Дакле, дечија крв се трансформише у богатију крв која има боју старог вина. У овој фази, мале богиње се појављују као "мехурићи које налазимо у вину" - (као пликови) - ... ова болест се може појавити и у другим добима - (то јест не само у детињству). Најбоље што се може урадити у овој првој фазу болести је држати се подаље од ње, у супротном ова болест се може претворити у епидемију.
Ова дијагноза је добила признање у Енциклопедији Британика (1911), у којој се наводи: "Најпоузданији наводи о раном постојању ове болести се налазе код персијског лекара из деветог века Разеса који је веома јасно описао њене симптоме, њену патологију коју је објаснио хуморалном теоријом или теоријом ферментације, као и начин на који се лечи." Разијева књига О малим богињама и оспицама (al-Judari wa al-Hasbah) прва је пружила опис малих богиња и оспица као засебних болести. Преведена је више од дванаест пута на латински и друге европске језике. Одсуство догматизма и хипократско ослањање на клиничко опажање указују на Разијеве медицинске методе. Он на пример наводи:
Избијању малих богиња претходи континуирана грозница, бол у леђима, свраб у носу и кошмари. Ово су најакутнији симптоми који наговештавају болест заједно са осетним болом у леђима који је праћен грозницом и сврабом који пацијент осећа свуда по телу. Појављује се и отицање лица, које се појављује и нестаје, а приметно је и упално црвенило на оба образа и око очију. Болесник осећа тромост целог тела и велики немир који се изражава кроз много протезања и зевања. Присутан је и бол у грлу и грудима, као и отежано дисање и кашаљ. Додатни симптоми су: сув дах, густа пљувачка, храпав глас, главобоља, немир, мучнина и анксиозност. (Треба обратити пажњу на разлику: немир, мучнина и анксиозност се појављују чешће код оспица него код малих богиња. Са друге стране, бол у леђима је очигледнији код малих богиња него код оспица). Свеукупно, болесник осећа топлотy по целом телу, има упалу дебелог црева и има опште црвенило које је изузетно изражено на деснима. (Разес, Енциклопедија медицине)

### Менингитис
Рази је поредио резултате пацијената код којих је менингитис лечен пуштањем крви са резултатима оних пацијената који су лечени без тога, како би видео да ли пуштање крви може да помогне.

### Фармација
Рази је на много начина допринео раној фармацији састављајући текстове у којима је представио употребу "живиних масти" као и свој развој апаратура попут авана, пљоски, шпатула и бочица које су коришћене у фармацији до почетка двадесетог века.

### Етика у медицини
На професионалном плану, Рази је увео многе практичне, напредне, медицинске и психолошке идеје. Нападао је шарлатане и лажне докторе који су путовали по градовима и селима продајући своје тајне лекове. У исто време, упозоравао је да чак и високо образовани лекари немају решење за све медицинске проблеме и да не могу да излече све болести. Како би више допринели свом позиву, Рази је саветовао лекаре да буду у току са напредним знањима у својој области тако што ће континуирано изучавати медицинске књиге и прикупљати нове информације. Правио је разлику између излечивих и неизлечивих болести. У складу са тиме, сматрао је да у случају узнапредовалог канцера или лепре лекара не треба кривити уколико не може да излечи пацијента. Рази је, помало шаљиво, веома жалио лекаре који брину о принчевима и племству, јер ови нису слушали лекарске савете у вези рестриктивне исхране или узимања терапије, што је отежавало посао лекарима.
О лекарској етици Рази је написао следеће:
„Циљ лекара је да чини добро, чак и према нашим непријатељима, много више према нашим пријатељима и наша професија нам забрањује да чинимо зло ... јер она служи добробити људског рода и Бог је лекарима наметмуо заклетву да не праве отрове.“

### Књиге и чланци о медицини

#### Ал-Хави(الحاوي)
Ова монументална медицинска енциклопедија у девет томова - у Европи позната као Велика свеобухватна или Contines liber - садржи разматрања и критике грчких филозофа Аристотела и Платона, и доноси иновативне погледе на многе теме. Због ове књиге, многи стручњаци сматрају Разија највећим лекаром средњег века.
Ал-Хави није формална енциклопедија него је постхумно приређена компилација Разијевих радних свезака које су садржале знања која је нашао у другим књигама, али и његова оригинална запажања о болестима и терапијама заснована на његовом клиничком искуству. Важно је поменути да ово дело садржи и чувену студију о малим богињама, прву познату студију о тој болести. Енциклопедију ал-Хави је 1279. године на латински превео Фараџ бен Салим, лекар са Сицилије јеврејског порекла који је радио за Карла Анжујског. Након превођења ово дело је остварило запажен утицај у Европи.

#### Онај које не иде код лекара(من لا يحضره الطبيب) – медицински приручни за широку јавност
Рази је вероватно први персијски лекар који је написао кућни медицински приручник намењен широј јавности. Он је ово дело посветио сиромашнима, путницима и обичним грађанима како би могли са се консултују о лечењу честих болести када немају приступ лекару. Ова књига је нарочито важна за историју фармације, јер су сличне књиге биле веома популарне све до двадесетог века. Рази је у 26 поглавља описао исхрану и састојке лекова који се могу наћи у апотекама, на пијацама, у добро опремљеним кухињама или у војним камповима. Свака особа је могла да прати дате инструкције и да припреми одговарајући рецепт. Неке од болести којима се бави ово дело су главобоље, прехладе, кашаљ, меланхолија и болести ока, уха и стомака.

#### Сумње о Галену
У својој књизи Сумње о Галену, Рази одбацује неке тврдње овог грчког лекара као и наводну супериорност грчког језика и многа његова космолошка и медицинска гледишта. Он повезује медицину са филозофијом и наводи да је за добро практиковање медицине неопходно независно размишљање. Он наводи да Галенови описи не одговарајy његовим личним опажањима када је у питању грозница. Он такође у неким случајевима налази да је његово клиничко искуство веће него Галеново.
Рази даље критикује Галенову теорију да тело садржи четири одвојена "хумора" (течне материје), чији баланс је кључан за здравље и природну температуру тела. Његова критика је имала намеру да потпуно одбаци Галенову хуморну теорију, као и Аристотелову теорију о четири елемента на којој је она заснована. Разијеви алхемички експерименти су указали на друге особине материје, као што су "уљаност" или "сумпорност" или запаљивост и сланост, а које нису биле објашњене традиционалном поделом елемената на ватру, воду, земљу и ваздух.
Разијево противљење тадашњим фундаментима медицинске теорије је било контроверзно. Многи су га оптуживали да је игнорантан и арогантан, чак иако је он више пута изразио похвале и захвалност Галену за његов допринос и дело.
Кристализација античких знања и одбијање да се прихвати чињеница да нови подаци и идеје указују да савремено знање може да премаши знање претходних генерација.
Рази је веровао да су савремени научници и стручњаци боље потковани, да имају више знања и да су компететнији од оних из античког доба због тога што на располагању имају нагомилана знања. Рази је покушао да стане на пут слепом и некритичком прихватању ауторитета античких мудраца и подстицао је истраживања и напредак у уметности, технологији и науци.

#### Дечје болести
Разијева књига Дечје болести је прва књига која се бави педијатријом као независном граном медицине.

#### Ментално здравље
Као и многи други теоретичари његовог времена, Рази је веровао да су менталне болести проузроковане демонима. Веровало се да демони улазе у тело и обузимају га.

### Књиге о медицини
Ово је делимичан списак Разијевих књига и чланака о медицини. Неке од ових књига су преписиване или штампане и под другим насловима.
- ал-Хави (арап. الحاوي), или ал-Хави ал-Кабир (арап. الحاوي کبیر). Познато и по латинском називу Continens Liber. Реч је о великој медицинској енциклопедији која углавном садржи Разијеве свеске и рецепте.
- Доказивање медицинске науке (Персијски:اثبات علم پزشكى).
- Увод у медицинску науку (Персијски:در آمدى بر علم پزشكى).
- Књига о одбацивању негирања медицине од стране Џахеза (арап. الرد علی الجاحظ فی مناقضةالطب)
- Књига о одбацивању негирања медицине од стране Нашија(арап. الرد علی الناشی فی نقضه الطب)
- Експерименти у медицинској науци и њихова примена
- Вођство
- Кенаш
- Класификација болести
- Краљевска медицина
- Онај ко не иде код лекара (من لايحضره الطبيب)
- Књига просте медицине
- Велика књига Крабадина
- Мала књига Крабадина
- Књига о круни
- Књига о катастрофама
- Храна и њене штетности
- Спис о малим богињама и оспицама[34]
- Књига о формирању малог камења (персијски: كتاب در پديد آمدن سنگريزه) (камења у бубрезима и бешици)
- Књига о болу у цревима (персијски:كتاب درد روده‌ها)
- Књига о болу у ногама и повезаним удовима (персијски: كتاب در درد پاى و درد پيوندهاى اندام)
- Књига о парализи (персијски: كتاب در فلج)
- Књига о зубобољи (персијски: كتاب در دندان‌ درد)
- Анатомија јетре (пресијски: تشریح كبد)
- Анатомија срца (персијски: تشریح قلب)
- О природи лекара
- Анатомија ушне дупље (персијски: تشریح پرده گوش)
- О пуштању крви из вене (персијски: در رگ زدن)
- Сиднех
- Кетаб-е ебдал
- Храна за пацијенте
- Користи од мешавине меда и сирћета (персијски: سودهاى سركنگبين)
- Дарманхеје абне (Лечење импотенције код мушкараца)
- Књига о хируршким инструментима
- Књига о уљима
- Воће пре и после ручка
- Књига о медицинским расправама (са Џариром Табибом)
- Књига о медицинским расправама II (са Абу Феизом)
- О менструалном циклусу
- Повраћање (персијски: قى كردن)
- Снег и медицина
- Снег и жеђ
- Стопало
- Смртоносне болести
- О тровању
- Глад
- Земљиште у медицини
- Жеђ риба
- Знојење у сну
- Топлота облачења
- Пролеће и болести
- Погрешно схватање лекаревих могућности
- Друштвена улога лекара

### Преводи
Разијеве значајне књиге и чланци (на енглеском) укључују:
- Књига за елиту (The Book for the Elite)
- Књига искустава (The Book of Experiences)
- Узрок смрти већине животиња због отровних ветрова (The Cause of the Death of Most Animals because of Poisonous Winds)
- Експерименти лекара (The Physicians' Experiments)
- Онај ко нема приступ лекарима (The Person Who Has No Access to Physicians)
- Велика фармакологија (The Big Pharmacology)
- Мала фармакологија (The Small Pharmacology)
- Гихт (Gout)
- Al Shakook ala Jalinoos, Сумња о Галену (The Doubt on Galen)
- Камење у бубрегу и бешици (Kidney and Bladder Stones)
- Ketab tibb ar-Ruhani, Духовна медицина Разеса (The Spiritual Physik of Rhazes)

## Алхемија

### Трансмутација метала
Разијево занимање за алхемију и његово снажно веровање да је могућа трансмутација нижих метала у злато и сребро, потврђени су пола века након његове смрти у књизи Ибн ал-Надима Камен мудрости (латински: Lapis Philosophorum). Ал-Надим је Разију посветио серију од дванаест књига, уз додатак још седам, укључујући његово побијање ал-Киндијевог одбацивања ваљаности алхемије. Ал-Киндија (801—873) је абасидски халифа Мамун запослио у "Кући мудрости" (арап. بيت الحكمة; транскрипција: Bayt al-Ḥikma) у Багдаду, а чији је он био формални оснивач. Ал-Кинди је био филозоф и противник алхемије. Разијева два најпознатија текста о алхемији, а која умногоме надмашују његове претходне радове, јесу Асрар (арапски: الاسرار, Тајне) и Сир ал-Асрар (арапски: سر الاسرار, Тајна тајни) и садрже доста налаза из његових ранијих дела.
Чини се да су Разијеви савременици веровали да је он открио тајну како се гвожђе претвара у злато. Према једном од Разијевих биографа, Хусроу Моетазеду, извесни генерал Симиур се јавно суочио са Разијем и упитао га да ли је управо то основни разлог зашто је вољан да пацијенте лечи бесплатно. "Присутнима се чинило да је Рази био нерад да одговори на то питање; гледао је у страну ка генералу и одговорио":
Разумем алхемију и радио сам дужи период на карактеристичним својствима метала. Ипак, још увек ми није јасно како неко може да трансмутира злато од бакра. Упркос истараживањима античких научника спроведеном током векова, одговор на то није дат. Ја веома сумњам да је то уопште могуће....
Према једној легенди, Рази је замало ослепео од врелих испарења при несрећи током једног од својих експеримената. Успео је да ипак да прође без икаквих повреда.

### Хемијски инструменти и супстанце
Рази је развио неколило хемијских инструмената који су и данас у употреби. Он је познат и по томе што је усавршио методе дестилације алкохола и екстракције из течности. Рази је одбацио могућност прављења магичних напитака, иако није одбацио идеју да чуда постоје, у смислу необјашњивих феномена у природи. Његов алхемичарски магацин је био обогаћен продуктима персијског рударства и мануфактуре, чак и амонијум-хлоридом који је био кинеско откриће. Ослањао се на концепт "доминантних" форми или есенције, што је пре неоплатонска концепција каузалности него интелектуални или механички приступ. Разијева алхемија истиче емпиријске квалитете као што су сланост или запаљивост која се повезује са "уљаношћу" или "сумпорношћу". Ова својства нису објашњена традоционалним саставом елемената као што су: ватра, вода, земља и ваздух.

### Важна дела о алхемији
Она представљају прву систематичну класификацију пажљиво посматраних и потврђених чињеница у вези са хемијским супстанцама, реакцијама и апаратурама, а описане су на језику који је скоро у потпуности ослобођен мистицизма и двосмислености.

#### Тајне(ал-Асрар)
Ова књига је написана на захтев Разијевог блиског пријатеља, колеге и бившег студента, Абу Мухамеда бин Јуниса из Бухаре који се бавио математиком, филозофијом и природним наукама.

#### Тајна тајни(Сир ал-Асрар)
Ово је Разијева најпознатија књига. У њој он поклања систематичну пажњу основним хемијским операцијама важним за историју медицине.

### Књиге о алхемији
Ово је списак Разијевих познатих дела о алхемији, углавном на персијском језику:
- Ал-модхеле ал-талими (арапски: المدخل التعلیمی)
- Elaleh Ma'aaden
- Isbaate Sanaa'at
- Ketabeh Sang
- Ketabe Tadbir
- Ketabe Aksir
- Ketabe Sharafe Sanaa'at
- Ketabe Tartib, Ketabe Rahat, Једноставна књига
- Ketabe Tadabir
- Ketabe Shavahed
- Ketabe Azmayeshe Zar va Sim (Експерименти на злату)
- Ketabe Serre Hakimaan
- Ketabe Serr (Књига тајни)
- Ketabe Serre Serr (Тајна тајни)
- Прва књига експеримената
- Друга књига експеримената
- Resaale'ei Be Faan
- Arezooyeh Arezookhah
- Писмо везиру Гасему бен Абиделаху
- Ketabe Tabvib

## Филозофија

### Метафизика
Разијева метафизичка доктрина изведена је из теорије "пет елемената" према којој је свет настао у интеракцији између Бога и четири друга вечна принципа (душе, материје, времена и места). Он је прихватио пре-сократовски тип атомизма тела и у томе се разликовао од фаласифа (исламских филозофа) и мутакаллимун (исламских теолога). На Разија су утицали Платон и медицински писци, углавном Гален, али је одбацивао традицију и износио критике на неке од њихових ставова. Ово је очигледно и у наслову једног његовог дела, Сумње о Галену.

### Одломак из Филозофског приступа
"(...) Укратко, док пишем ову књигу, а већ сам до сада написао око 200 књига и чланака о разним аспектима науке, филозофије, теологије и мудрости (хекмат). (...) Никада нисам улазио у службу ни код једног краља, ни као војник ни као службеник, а ако сам икада причао са неки краљем, то никад није било ништа ван моје медицинске дужности и савета. (...) Они који су ме видели знају да нисам претеривао у јелу, пићу или непримерном деловању. Што се тиче мог интересовања за науку, људи врло добро знају и сигурно су видели како сам цео свој живот посветио науци, још од своје младости. Моје стрпљење и марљивост у потрази за науком били су такви да сам о једној посебној теми написао 20.000 страница (ситним словима). Штавише, провео сам петнаест година свог живота, даноноћно пишући велику збирку насловљену ал-Хави. У то време сам и изгубио вид, рука ми се парализовала, што је резултирало тиме да сада не могу да читам и пишем. Ипак, никада нисам одустао, наставио сам да читам и пишем уз помоћ других. Могао сам да направим уступке када су у питању моји супарници и признам неке недостатке, али сам изузетно радознао да чујем шта они имају да кажу у вези мојих научних достигнућа. Ако сматрају да мој приступ није добар, могу да изнесу своја гледишта и јасно изнесу своје мишљење, како бих ја могао да их проучим и уколико утврдим да су били у праву, признао бих то. Ипак, уколико се не сложим, дискутовао бих о том питању да докажем своје становиште. Уколико то није случај, и ако се они само не слажу са мојим приступом и начином живота, био бих захвалан ако би се служили само мојим писаним знањем и престали да се мешају у моје понашање."
"У Филозофској биографији, као што се горе могло видети, он је бранио свој лични и филозофски животни стил. У овом делу он је поставио оквир заснован на идеји да постоји живот после смрти који је пун среће, а не патње. Пре него да удовољава себи, човек треба да тежи знању, употребљава своју интелигенцију и примени правду у свом животу.
Према Разију: "То је оно што наш милостиви Творац жели, Онај коме се молимо за награду и чије се казне бојимо."
Укратко, човек треба да буде осећајан, благ и праведан. Рази је веровао да постоји блиска веза између духовног интегритета и физичког здравља. Није имплицирао да душа може да избегне стрес услед страха од смрти. Он једноставно наводи да ово психолошко стање не може да се у потпуности избегне, осим ако је особа уверена да ће, после смрти, душа водити бољи живот. Ово захтева детаљну студију езотеричке доктрине и/или религије. Он се фокусира на мишљење неких људи који сматрају да ће душа нестати када тело умре. Смрт је неизбежна, стога, не треба преокупирати мисли тиме, јер било која особа која непрестано мисли о смрти ће бити под стресом и мислити као да умире, ако непрестано размишља о тој теми. Стога, треба заборавити на то како би се избегло узнемиравање. Када размишља о својој судбини после смрти, добронамеран и добар човек који се понаша у складу са одредбама исламског шеријата, нема чега да се плаши, јер се указује на то да ће он имати комфор и трајни благослов у будућности. Онај ко сумња у шеријат, може да размишља о томе, и уколико буде марљиво ово радио, неће скренути са правог пута. Уколико у томе не успе, Алах ће му опростити и опростити му грехе јер се од њега не тражи да учини нешто што не може да постигне." (Др. Мухамед Абдулхафи Абу Реида)

### Књиге о филозофији
Ово је списак Разијевих дела из филозофије. Нека дела моги бити објављена под различитим насловима:
- Мала књига о теизму
- Одговор Абу ал-Касему Браву
- Велика књига о теизму
- Модерна филозофија
- Указивање на грешке
- Критика Мотазлиана
- Делсузи бар мотекелеман
- Мејдане Херад (Простор мудрости)
- Хасел
- Ресалеје рахнамаје фехрест
- Гасидеје елахи (Божија песма)
- Dar Alet Afarineshe Darandegan
- Шакук
- Нагше кетабе тадбир
- Нагшнамеје Ферфориус
- До наме бе Хасан ибн Мохареб Коми

Важне књиге преведене на енглески језик:
- Духовна медицина
- Филозофски приступ
- Метафизика

### Виђење религије
Разију се приписује неколико контрадикторних дела и изјава о религији. Према Бирунијевој библиографији Разија (арапска транскрипција: Рисала фи фихрист кутуб ал-Рази), Рази је написао две јеретичке књиге: О пророчким мисијама (арапска транскрипција: Фи ал-Набуват) и О триковима лажних пророка (арапска транскрипција: Фи Хијал ал-мутанабин). Према Бирунију, за прву од ове две књиге "се тврдило да је против религија", а за другу "се тврдило да напада неопходност пророка." У свом делу Рисала, Бируни даље критикује Разија и изражава опрез када су у питању његови религијски ставови, примећујући у њима утицај манихејства. Ипак, Бируни је, такође, навео и нека Разијева дела о религији, укључујући Обавеза да се пропагирају учења Пророка против оних који одбацују пророчку мисију и Човек има мудрог и савршеног Творца, која је навео као његова дела о "божанским наукама". Ниједно од његових дела о религији није у целости сачувано.
Друга гледишта и цитати који се приписују Разију могу се наћи у књизи Абу Хатима ал-Разија под насловом Знаци пророчке мисије, а не у сачуваним Разијевим делима. Абу Хатим је био исмаилитски мисионар који је дебатовао са Разијем, али је оспоравано то да ли је верно забележио Разијева гледишта. Према Абдул Латифу ал-Абду, професору исламске филозофије на Универзитету у Каиру, Абу Хатим и његов ученик Хамидудин Кармани (умро 1020/411. године по хиџри) су били исмаилитски екстремисти који су често погрешно представљали Разијева становишта у својим делима. Ово је такође потврдио и исламски историчар ал-Шахрастани који је забележио да "такве оптужбе треба узети са резервом јер су их изнели исмаилити које је Мухамед ибн Закарија Рази жестоко нападао. " Ал-Абд указује на то да су гледишта која је наводно изнео Рази контрадикторна онима које налазимо у самим Разијевим делима попут Духовне медицине. Питер Адамсон се слаже да је Абу Хатим можда "намерно погрешно описао" Разијева становишта као одбацивање ислама и откривених религија. Уместо тога, Рази је само расправљао против употребе чуда како би се доказала Мухамедова пророчка мисија, антропоморфизма и некритичког прихватања традиције. Адамсон такође указује на дело Фахрудина ал-Разија где се наводи како Рази цитира Куран и пророке како би поткрепио своје ставове.
Неки историчари, попут Пола Краунса и Саре Строумсе, сматрају да је наводе које налазимо у Абу Хатимовој књизи Рази изговорио током једне дебате или да су цитирани према неком сада изгубљеном делу. Они сугеришу да би то могло бити или чувено дело al-ʿIlm al-Ilāhī или друго краће независно дело под називом Makharīq al-Anbiyāʾ. Абу Хатим, међутим, није експлицитно поменуо Разија по имену у својој књизи већ га је помињао као мулхида (буквално јеретика). Према дебати са Абу Хатимом, Рази је одбацио аутентичност пророчке мисије или других ауторитета, а одбацио је и пророчка чуда. Он је такође упутио оштру критику на рачун откривених религија и чудесних особина Куран-а. Како се чинило да он није био ограничен ниједном религијском или филозофском традицијом, Разију су се појединци дивили као слободном мислиоцу.

## Критике
Абу Рејхан Бируни и Авицена критиковали су почетком 11. века Разијеве ставове око религије и филозофије. Бируни је написао кратку стидију (рисала) у којој се бави Разијем и критикује га због симпатија према манихејству, због његових херметичких дела, религијских и филозофских становишта, одбацивања математизоване физике и његовог активног супротстављања математици. Авицена, који је био лекар и филозоф, такође је критиковао Разија. У дебати са Бирунијем Авицена је навео:
Или о Мухамеду ибн Закарији ал-Разију који се меша у метафизику, која је изван његове компетентности. Требало је да се држи хирургије и тестирања урина и столице - заиста се тиме изложио и показао своју игнорантност по овим питањима..
Насир Хосров га је након смрти оптужио да је плагирао Ираншахрија за кога је Хосров сматрао да је био Разијев учитељ.

## Цитати о Разију
"Разес је био највећи лекар ислама и средњег века." - Џорџ Сартон.
"Његова дела о малим богињама и оспицама показују оригиналност и прецизност, а његов есеј о инфективним болестима је био прва научна студија на ту тему." - Билтен Светске здравствене организације (мај 1970).

## Наслеђа
Модерни Институт Рази у Караџу и Универзитет Рази у Керманшаху су названи по њему. "Дан Разија" ("Дан фармације") обележава се у Ирану сваког 27. августа.
Јуна 2009. године Иран је донирао "павиљон" или чартаги Канцеларији Уједињених нација у Бечу, који се сада налази на Меморијалном тргу Међународног центра Беч. Павиљон приказује Разија, Авицену, Абу Рејхана Бирунија и Омара Хајама.